# Geração de Samuel
Geração de Samuel é o quarto álbum de Fernandinho. É um álbum voltado para o público infantil, com regravações de músicas do álbuns anteriores.

## Faixas
1. Quero Te Obedecer
2. Superabundante Graça
3. Há um Rio
4. Faz Chover
5. Narração
6. Geração de Samuel
7. Formoso és
8. Cantarei ao Senhor
9. Tua Fidelidade
10. Se não for pra Te Adorar
11. Te Adorar
12. Quero te obedecer (playback)
13. Faz Chover (playback)
14. Geração de Samuel (playback)
15. Formoso És (playback)
16. Tua Fidelidade (playback)
17. Se Não For pra Te Adorar (playback)
18. Te Adorar (playback)